# خلبوب
الخُلْبُوب هو أحد الأجناس الرئيسية في فصيلة نبات النرجسيات. توجد معظمها في جبال الأنديز، ولكن بعضها موجود في أمريكا الوسطى والمكسيك وجزر الهند الغربية. تزرع بعض الأنواع نباتات للزينة . أزهارها قمية الشكل عديدة الألوان. ازهرارها صيواني التجميع أو هامي وطرفي.
يوجد نحو 110  إلى 122 نوعًا  في الجنس.

## الأنواع
من أنواعها:
- خلبوب أزغب
- خلبوب أصفر
- خلبوب فشاغي
- خلبوب كردر
- خلبوب مأكول